# 공포의 럼펄스킨
《공포의 럼펄스킨》(영어: Rumpelstiltskin)은 미국에서 제작된 마크 존스 감독의 1995년 판타지 코미디 공포 영화이다. 킴 존스턴 얼리치 등이 출연하였고, 조 루비 등이 제작에 참여하였다.

## 출연진
- 킴 존스턴 얼리치
- 토미 블레이즈
- 앨리스 비즐리
- 셔먼 오거스터스
- 잭 맥기
- 엘마리 웬들
- 존 듀시

## 기타 제작진
- 라인 제작: 낸시 펄로이언, 마이클 프레스콧
- 미술: 이보 크리스탄테
- 의상: 홀리 데이비스